# Promozione Liguria 1952-1953
La Promozione fu il massimo campionato regionale di calcio disputato in Liguria nella stagione 1952-1953.
La nuova massima categoria regionale presentava caratteristiche innovative, dato che pur essendo gestita dalle leghe regionali, a differenza del passato la formula del torneo era decisa direttamente dalla FIGC. A ciascun girone, che garantiva al suo vincitore la promozione in IV Serie a condizione di soddisfare le condizioni economiche richieste dai regolamenti, partecipavano sedici squadre, ed era prevista la retrocessione delle quattro peggio piazzate, anche se erano possibili aggiustamenti automatici per ripartire fra le appropriate sedi locali le squadre discendenti dalla IV Serie.
Per le regioni come la Liguria cui erano assegnati multipli gironi, era prevista la disputa delle finali per l'assegnazione del titolo di campione assoluto della lega regionale, come avveniva in precedenza per il campionato di Prima Divisione.

## Girone A

### Squadre Partecipanti
| Squadra               | Città (provincia)           | Stagione precedente |
| --------------------- | --------------------------- | ------------------- |
| S.C. Alassio          | Alassio (SV)                |                     |
| U.S. Albenga          | Albenga (SV)                |                     |
| U.S. Cairese          | Cairo Montenotte (SV)       |                     |
| U.S. Corniglianese    | Genova (Quart. Cornigliano) |                     |
| U.S. Dianese          | Diano Marina (IM)           |                     |
| A.S. Finalese         | Finale Ligure (SV)          |                     |
| U.S. Imperia          | Imperia                     |                     |
| A.C. Juventina Dogali | Genova                      |                     |
| U.S. Loanesi          | Loano (SV)                  |                     |
| A.C. Monteponi        | Vado Ligure (SV)            |                     |
| F.C. Vado             | Vado Ligure (SV)            |                     |
| A.C. Valle Bordighera | Bordighera (IM)             |                     |
| F.B.C. Varazze        | Varazze (SV)                |                     |
| F.B.C. Veloce         | Savona                      |                     |
| U.S. Ventimigliese    | Ventimiglia (IM)            |                     |

### Classifica finale
|  | Pos. | Squadra          | Pt  | G   | V   | N   | P   | GF  | GS  | DR  |
|  | ---- | ---------------- | --- | --- | --- | --- | --- | --- | --- | --- |
|  | 1.   | Albenga          | 40  | 28  | 17  | 6   | 5   | 52  | 22  | +30 |
|  | 2.   | Alassio          | 35  | 28  | 14  | 7   | 7   | 45  | 28  | +17 |
|  | 3.   | Imperia          | 33  | 28  | 12  | 9   | 7   | 40  | 31  | +9  |
|  | 3.   | Vado             | 33  | 28  | 13  | 7   | 8   | 48  | 41  | +7  |
|  | 5.   | Cairese          | 32  | 28  | 11  | 10  | 7   | 44  | 39  | +5  |
|  | 6.   | Finalese         | 30  | 28  | 12  | 6   | 10  | 41  | 46  | -5  |
|  | 7.   | Varazze          | 29  | 28  | 10  | 9   | 9   | 50  | 42  | +8  |
|  | 7.   | Dianese          | 29  | 28  | 11  | 7   | 10  | 40  | 39  | +1  |
|  | 9.   | Veloce Savona    | 26  | 28  | 9   | 8   | 11  | 35  | 41  | -6  |
|  | 10.  | Corniglianese    | 25  | 28  | 10  | 5   | 13  | 42  | 40  | +2  |
|  | 10.  | Ventimigliese    | 25  | 28  | 9   | 7   | 12  | 37  | 45  | -8  |
|  | 12.  | Valle Bordighera | 24  | 28  | 9   | 6   | 13  | 41  | 47  | -6  |
|  | 13.  | Monteponi        | 23  | 28  | 6   | 11  | 11  | 40  | 52  | -12 |
|  | 14.  | Loanesi          | 22  | 28  | 9   | 4   | 15  | 33  | 53  | -20 |
|  | 15.  | Juventina Dogali | 14  | 28  | 3   | 8   | 17  | 26  | 48  | -22 |
|  |      |                  | 420 | 420 | 155 | 110 | 155 | 614 | 614 | 0   |

Legenda:
      Promosso in IV Serie 1953-1954.
      Retrocesso in Prima Divisione 1953-1954.
Regolamento:
Due punti a vittoria, uno a pareggio, zero a sconfitta.

## Girone B

### Squadre Partecipanti
| Squadra              | Città (provincia)                   | Stagione precedente |
| -------------------- | ----------------------------------- | ------------------- |
| G.S. Arsenal Spezia  | La Spezia                           |                     |
| U.S. Bolzanetese     | Genova (Quart. Bolzaneto)           |                     |
| Di Stefano Calcio    | Genova                              |                     |
| A.S. Entella         | Chiavari (GE)                       |                     |
| U.S. Lavagnese       | Lavagna (GE)                        |                     |
| S.G. Levanto         | Levanto (SP)                        |                     |
| G.S. Liberi Sestresi | Genova (Quart. Sestri Ponente)      |                     |
| Pol. Migliarinese    | La Spezia (Quart. Migliarina)       |                     |
| U.S. Pontedecimo     | Genova (Quart. Pontedecimo)         |                     |
| Pol. Pro Recco       | Recco (GE)                          |                     |
| S.C. Riva Trigoso    | Riva Trigoso di Sestri Levante (GE) |                     |
| A.C. Sammargheritese | Santa Margherita Ligure (GE)        |                     |
| U.S. Sampierdarenese | Genova (Quart. Sampierdarena)       |                     |
| U.S. Santerenzina    | San Terenzo di Lerici (SP)          |                     |
| U.S. Sarzanese 1906  | Sarzana (SP)                        |                     |
| U.S. Serravallese    | Serravalle Scrivia (AL)             |                     |

### Classifica finale
|  | Pos. | Squadra           | Pt  | G   | V   | N   | P   | GF  | GS  | DR  |
|  | ---- | ----------------- | --- | --- | --- | --- | --- | --- | --- | --- |
|  | 1.   | Arsenal Spezia    | 49  | 30  | 21  | 7   | 2   | 77  | 22  | +55 |
|  | 2.   | Pontedecimo       | 45  | 30  | 21  | 3   | 6   | 57  | 24  | +33 |
|  | 3.   | Lavagnese         | 43  | 30  | 16  | 11  | 3   | 49  | 24  | +25 |
|  | 4.   | Sammargheritese   | 39  | 30  | 16  | 7   | 7   | 48  | 32  | +16 |
|  | 5.   | Entella           | 38  | 30  | 16  | 6   | 8   | 52  | 35  | +17 |
|  | 6.   | Santerenzina      | 32  | 30  | 13  | 6   | 11  | 49  | 43  | +6  |
|  | 7.   | Migliarinese      | 28  | 30  | 10  | 8   | 12  | 39  | 33  | +6  |
|  | 8.   | Sarzanese 1906    | 27  | 30  | 11  | 5   | 14  | 42  | 41  | +1  |
|  | 8.   | Serravallese      | 27  | 30  | 8   | 11  | 11  | 34  | 55  | -21 |
|  | 10.  | Levanto           | 26  | 30  | 9   | 8   | 13  | 34  | 40  | -6  |
|  | 11.  | Riva Trigoso      | 24  | 30  | 10  | 4   | 16  | 33  | 47  | -14 |
|  | 11.  | Sampierdarenese   | 24  | 30  | 9   | 6   | 15  | 32  | 50  | -18 |
|  | 13.  | Bolzanetese       | 23  | 30  | 7   | 9   | 14  | 24  | 41  | -17 |
|  | 14.  | Di Stefano Calcio | 21  | 30  | 7   | 7   | 16  | 34  | 45  | -11 |
|  | 15.  | Pro Recco         | 18  | 30  | 7   | 4   | 19  | 24  | 57  | -33 |
|  | 16.  | Liberi Sestresi   | 16  | 30  | 6   | 4   | 20  | 26  | 64  | -38 |
|  |      |                   | 480 | 480 | 187 | 106 | 187 | 654 | 653 | 0   |

Legenda:
      Promosso in IV Serie 1953-1954.
  Retrocesso e in seguito riammesso.
      Retrocesso in Prima Divisione 1953-1954.
Regolamento:
Due punti a vittoria, uno a pareggio, zero a sconfitta.